# Załuże (rejon sarneński)
Załuże (ukr. Залужжя, Załużżia) – wieś na Ukrainie, w obwodzie rówieńskim, w rejonie sarneńskim, w hromadzie Dąbrowica. W 2001 liczyła 1744 mieszkańców, spośród których 1739 wskazało jako ojczysty język ukraiński, a 5 rosyjski.
W okresie międzywojennym wieś znajdowała się w granicach II RP, wchodząc w skład gminy Lubikowicze w powiecie sarneńskim, w województwie wołyńskim.